# Zaragoza, Chalcatongo de Hidalgo
Zaragoza är en ort i Mexiko.   Den ligger i kommunen Chalcatongo de Hidalgo och delstaten Oaxaca, i den sydöstra delen av landet, 300 km sydost om huvudstaden Mexico City. Zaragoza ligger 2 476 meter över havet och antalet invånare är 475.
Terrängen runt Zaragoza är huvudsakligen kuperad, men österut är den bergig. Runt Zaragoza är det ganska glesbefolkat, med 26 invånare per kvadratkilometer. Närmaste större samhälle är Villa Chalcatongo de Hidalgo, 1,8 km norr om Zaragoza. I omgivningarna runt Zaragoza växer huvudsakligen savannskog.